# 6774 Vladheinrich
A 6774 Vladheinrich (ideiglenes jelöléssel 1988 VH5) a Naprendszer kisbolygóövében található aszteroida. Antonín Mrkos fedezte fel 1988. november 4-én.